# Elles
Elles es una película de Luís Galvão.

## Sinopsis
En Lisboa, la reportera televisiva de mediana edad Linda Lapa (Carmen Maura) está preparando un programa especial llamado 'Tres Deseos' para su programa "Maquillajes" y entrevista a sus mejores amigas Eva (Miou-Miou), Barbara (Marthe Keller), Chloé (Marisa Berenson) y Branca (Guesch Patti).